# 死人沢
死人沢（しびとざわ）は、宮城県加美町にある河川。

## 地理
加美町北部旧宮崎町地域にある田代高原付近にあるとされる。

## 地名の由来
宮城県加美郡加美町宮崎(田代高原付近)
中山平温泉駅から直線距離で4850m
また、死人沢という地名の由来について地名研究者の太宰幸子は、『みやぎ地名の旅』において、こうした地名の場所では、かつて、そこで製鉄などが行われ、事故や鉱毒災害などによる被害からそう呼ばれるようになった可能性を指摘している